# Hermann von Berg
Hermann Günter von Berg (* 29. März 1933 in Mupperg; † 21. März 2019) war von 1962 bis 1972 Geheimdiplomat der DDR und gleichzeitig Agent der DDR-Staatssicherheit, später Kritiker der DDR-Politik.

## Leben
Von Berg trat 1946 der FDJ und 1950 der SED bei und war erster Sekretär der FDJ-Kreisleitung und Mitglied der SED-Kreisleitung Eisenach. Ab 1954 studierte er Ökonomie, Geschichte und Philosophie an der Karl-Marx-Universität Leipzig und war stellvertretender Leiter des Gesamtdeutschen Studentenrates der Universität sowie Mitarbeiter der Abteilung Internationale Beziehungen des Zentralrates der FDJ. Seit 1959 war er Dozent an der Fachschule für Außenwirtschaft in Potsdam.
Ab 1962 war er Leiter der Abteilung Internationale Verbindungen im Presseamt des Vorsitzenden des Ministerrates. Er führte Geheimverhandlungen mit Vertretern der Bundesregierung, der SPD und des West-Berliner Senats u. a. zur Vorbereitung des Passierscheinabkommens 1963–64, der Treffen zwischen Willi Stoph und Willy Brandt in Erfurt und Kassel 1970 und des deutsch-deutschen Grundlagenvertrages 1972. 1973 wurde er mit dem Vaterländischen Verdienstorden in Silber ausgezeichnet. Nach Angaben der Stasi soll Berg im Vorfeld des Misstrauensvotums gegen Willy Brandt 1972 mit Egon Bahr die Möglichkeit einer finanziellen Beeinflussung von CDU/CSU-Abgeordneten durch die Staatssicherheit erörtert haben. Nachgewiesen wurde nach Spiegel-Angaben bis 2013 nur, dass die Stasi den Unionsabgeordneten Julius Steiner mit 50.000 DM bestochen hatte, um das Misstrauensvotum der Union zu Fall zu bringen. Das Gleiche referiert Daniela Münkel von der Stasi-Unterlagenbehörde.
Ab 1966 war er Aspirant am Institut für Gesellschaftswissenschaften beim ZK der SED, nach der Promotion ab 1970 Dozent und ab 1972 Professor an der Sektion Wirtschaftswissenschaften der Humboldt-Universität zu Berlin. Nach der Übergabe eines kritischen Artikels zur Führung der SED und zur nationalen Frage an das Magazin Der Spiegel, der als „Manifest des Bundes Demokratischer Kommunisten Deutschlands“ veröffentlicht wurde, kam er 1978 in Untersuchungshaft und wurde drei Monate lang Verhören durch das Ministerium für Staatssicherheit unterzogen. Weitere kritische Äußerungen führten zu zunehmenden Behinderungen seiner Arbeits- und Publikationsmöglichkeiten in der DDR.
Nachdem er 1985 illegal zwei Buchmanuskripte mit radikaler Kritik am Marxismus und dem Wirtschaftssystem der DDR an einen Kölner Verlag übergeben und einen Ausreiseantrag gestellt hatte, wurde von Berg vom MfS erneut verhört und mit Haft bedroht, von der Humboldt-Universität zunächst beurlaubt und dann entlassen und nach Intervention westdeutscher Politiker und Vermittlung des Rechtsanwalts Wolfgang Vogel 1986 in die Bundesrepublik ausgewiesen.
1987 bis 1990 unterrichtete er an der Universität Würzburg, nach der friedlichen Revolution bis 1992 wieder an der Humboldt-Universität Berlin.

## Auszeichnung durch Egon Bahr 1972
Am 20. Juni 1972 war von Berg auf Einladung von Egon Bahr, damals Staatssekretär im Bundeskanzleramt und zugleich Bevollmächtigter der Bundesregierung in Berlin, im Bundeskanzleramt zu Gesprächen bezüglich des Grundlagenvertrages zwischen BRD und DDR. Nach seinen damaligen Gesprächsprotokollen für die DDR-Staatssicherheit erhielt von Berg bei dieser Gelegenheit von „Bahr ein persönliches Geschenk in Form einer Gedenkmünze mit den Konterfeis der für die Ratifizierung Verantwortlichen Brandt, Scheel und Bahr mit der Bemerkung, Genosse Kohl, Bahrs offizieller Verhandlungspartner auf DDR-Seite, habe diese Münze schon mehrfach erbeten, ‚aber er bekomme sie nicht‘.“ Die Münze landete danach offenbar umgehend bei der Stasi.
Die Historikerin Daniela Münkel beschrieb diese Auszeichnung als „eine eher kuriose Begebenheit“ und führt sie als einen von mehreren Belegen dafür an, „wie sehr von Berg bei seinen westlichen Ansprechpartnern geschätzt wurde.“ Einer der weiteren Belege ist ein Treffen zwischen Bahr, von Berg, und dem Journalisten Dettmar Cramer (FAZ), einer der Personen die oft solche Geheimkontakte vermittelten, in Bahrs Wohnung bei Bonn kurz nach dem Amtsantritt von Brandt als Bundeskanzler 1969. Hier sagte Bahr, unter der Auflage absoluter Geheimhaltung, laut von Bergs nachfolgender Stasi-Berichterstattung folgendes:
„Er habe […] im Auftrage des Bundeskanzlers dem Berichterstatter mitzuteilen: Jetzt sei ›eine Kleiderordnung‹ unumgänglich. Es sei angegangen, dass der Berichterstatter [von Berg] als Ministerialdirektor der Regierungsinstanz Stoph mit dem Verwaltungschef der Senatskanzlei [von Westberlin] Verbindung gehalten habe, aber es gehe nicht an, einen ›Funktionslosen‹ mit dem Staatssekretär des Bundeskanzleramtes oder dem Staatssekretär des Bundespräsidenten verhandeln zu lassen. […] Ausdrücklich als persönliche Meinung deklariert sagte Bahr, er sei sehr stark daran interessiert, mit dem Berichterstatter [von Berg] ›über politische Dinge‹ nicht nur zu sprechen, sondern zu verhandeln. […] Bahr erklärte wörtlich: ›Lassen Sie sich zum Staatssekretär beim Ministerrat, als Sonderbotschafter oder zu sonst was ernennen, sonst können wir uns nicht mehr sehen‹.“ Von Berg erhielt jedoch keine derartige Beförderung durch die DDR-Führung. Trotzdem war er weitere drei Jahre in der Rolle tätig und fungierte als geheimer Kanal zwischen den beiden deutschen Regierungen, dessen Bedeutung sogar noch zunahm.
Nach Münkels Urteil hat sich die bundesdeutsche Seite bei den Vertragsverhandlungen jedoch nicht durch die langjährige Verbindung zu Berg manipulieren lassen.

## Stasi-Agent
Von Berg galt in der Hauptverwaltung Aufklärung (HV A) des Ministeriums für Staatssicherheit als Spitzenagent (Deckname „Günther“). Er wurde oft von Erich Mielke (Stasi-Minister) oder Markus Wolf (Chef der HV A) persönlich geführt. Die in seinen Berichten für die HV A enthaltenen Protokolle seiner Gespräche mit westlichen Partnern waren „minutiös“.
Viele Berichte von Bergs über seine Tätigkeit als Geheimdiplomat 1962–1972 und gleichzeitiger Agent der HV A sind durch einen Zufall in großen Teilen erhalten geblieben. Nach seiner Verhaftung 1978 führte die Hauptabteilung II (Spionageabwehr) des MfS eine weitreichende Untersuchung zum Fall „von Berg“ durch. Eingang in die Untersuchungsakten fanden auch große Teile der Berichte von Bergs über seine Arbeit für die HV A. Diese Untersuchungsakten, ein Konvolut von 12 Bänden, haben die Wende von 1989/1990 überlebt, da die Hauptabteilung II rechtzeitig von der Bürgerbewegung besetzt und der Umgang mit den Akten anschließend überwacht wurde.
Im Gegensatz zu den Inlandsabteilungen erhielt die Auslandsabteilung der Stasi, die HV A, aus bis heute ungeklärten Gründen 1990 die Erlaubnis zur „Selbstauflösung“ ohne jede Kontrolle von außen. Dies führte zu einer gigantischen Aktenvernichtung, die bis auf einige (allerdings folgenschwere) Fehlgriffe vollständig war und der auch die Originalakten über die Tätigkeit des Agenten „Günther“ zum Opfer fielen.

## Schriften
- Die Analyse. Die Europäische Gemeinschaft – ein Zukunftsmodell für Ost und West?. Bund-Verlag, Köln 1985, ISBN 3-7663-0942-0.
- Die DDR auf dem Weg in das Jahr 2000. Politik, Ökonomie, Ideologie – Plädoyer für eine demokratische Erneuerung. Bund-Verlag, Köln 1987, ISBN 3-7663-0954-4 (zusammen mit Franz Loeser und Wolfgang Seiffert).
- Marxismus-Leninismus. Das Elend der halb deutschen, halb russischen Ideologie. Bund-Verlag, Köln 1987, ISBN 3-7663-3015-2.
- Vorbeugende Unterwerfung. Politik im realen Sozialismus. Universitas-Verlag, München 1988, ISBN 3-8004-1177-6.
- Die Anti-Ökonomie des Sozialismus. Zur Reformfähigkeit parteimonopolistischer Staatswirtschaften. Creator, Würzburg 1989, ISBN 978-3-89247-045-8.